# René Vietto
René Vietto (Le Cannet, 17 febbraio 1914 – Orange, 14 ottobre 1988) è stato un ciclista su strada francese.
Professionista dal 1931 al 1953, vinse otto tappe al Tour de France, in cui indossò complessivamente per trentuno giorni la maglia gialla e vinse la classifica scalatori nel 1934, e due tappe alla Vuelta a España. Fu anche campione di Francia. Era soprannominato Le Roi René.

## Carriera
Nel 1933, dopo aver ottenuto vari successi in Francia in corse a tappe minori, si presentò (tesserato dalla milanese Olympia) al Giro d'Italia, che chiuse al ventiduesimo posto, ottenendo come miglior risultato un decimo posto nella tredicesima frazione.
Nel 1934 alla sua prima partecipazione al Tour de France, Vietto riuscì a conseguire quattro successi di tappa e si distinse come gregario del capitano Antonin Magne in due occasioni, la quattordicesima tappa con arrivo a Perpignano dove Magne cadde e Vietto si fermò per aiutarlo e portare a termine la prova, e nella tappa del giorno dopo, dove Magne ruppe una ruota e Vietto gli passò la sua, perdendo di conseguenza la sua possibilità di lottare per il Tour de France che comunque chiuse quinto a favore del capitano. Dopo il traguardo finale di Parigi al Parco dei Principi, il pubblico omaggiò Vietto con un giro d'onore assieme a Magne. Quel Tour lo vide vincitore della maglia a pois, simbolo del miglior scalatore della corsa.
Nel 1935 vinse la Parigi-Nizza e si ripeté al Tour, dove vinse due tappe e chiuse ottavo nella generale. Ottenne anche piazzamenti nelle classiche francesi, ottavo alla Parigi-Tours, secondo nel Critérium National e quarto nella Parigi-Tours.
Fra il 1936 e il 1938 i risultati furono meno positivi, abbandonò le edizioni del Tour 1936 e 1838, ma riuscì a terminare terzo nel Gran Premio di Nizza sia nel 1937 che nel 1938, sesto nella Genova-Nizza nel 1936 e sesto nel campionato nazionale nel 1938 e vinse la Polymultipliée nel 1938.
Si ripresentò nel 1939 al Tour de France dove non vinse tappe ma per sedici volte indossò la maglia gialla (quell'edizione era suddivisa in diverse semitappe) e sembrò sul punto di poter vincere la corsa, ma Sylvère Maes riuscì a scardinare le sue resistenze grazie all'aiuto della squadra belga.
Nonostante l'avvento della Seconda guerra mondiale, Vietto continuò l'attività ciclistica e nel 1941 vinse il campionato francese della zona non occupata, mentre l'anno successivo fu ottavo e nel 1942 partecipò anche alla Vuelta a España dove vinse due tappe e chiuse quattordicesimo nella classifica generale.
Finita la guerra nel 1946 riuscì a vincere diverse corse in Francia, partecipò anche al Tour de Suisse dove concluse al quarto posto nella generale.
Nel 1947 ritornò a partecipare al Tour che veniva riorganizzato per la prima volta dopo la guerra e si aggiudicò la maglia gialla grazie alla vittoria nella seconda tappa che prevedeva l'arrivo di Bruxelles, mantenendola per cinque giorni fino alla settima frazione, quando la cedette all'italiano Aldo Ronconi. Due giorni dopo vinse la Briançon-Digne-les-Bains riconquistndo il simbolo del primato e mantenendolo per altri dieci giorni, fino alla cronometro di Vannes-Saint-Brieuc di 137 chilometri, che lo fece scivolare al quinto posto della generale.
Partecipò ad altri due Tour senza però ottenere più vittorie né piazzamenti significativi nella classifica generale.
Nel 1951 nonostante si fosse ritirato già da qualche tempo, volle partecipare alla Milano-Sanremo che, pur stremato, riuscì a terminare.

## Palmarès
- 1931

Boucles des Sospel
Parigi-Puget-Theniers-Nizza
- 1932

Grand Prix de Cannes
Nizza-Mont Angel (Corsa in salita)
1ª tappa Circuit de Pyrenees
- 1933

Grand Prix de Cannes
Le Mont Faron-Lygne
Circuit Justin Berta
Circuit de l'Indépendant
Boucles de Sospel
Grand Prix des journalistes sportifs
Circuit des Pyrénées Orientales
- 1934

Grand Prix Wolber
7ª tappa Tour de France
9ª tappa Tour de France
11ª tappa Tour de France
18ª tappa Tour de France
- 1935

Classifica generale Parigi-Nizza
6ª tappa Tour de France
9ª tappa Tour de France
- 1936

La Turbie (corsa in salita)
- 1938

Polymultipliée
- 1939

2ª tappa Circuit du Mont Ventoux
3ª tappa Tour de l'Est-Centrale
- 1941

Campionati francesi, Prova in linea (zone non occupate)
Grand Prix de la Ville de Fréjus
- 1942

8ª tappa Vuelta a España (San Sebastián > Bilbao)
16ª tappa, 2ª semitappa Vuelta a España (Santiago di Compostela > Vigo)
- 1943

Circuit du Midi
- 1945

Classifica generale Circuit des Cols Pyrénéens
- 1946

Grand Prix de Provence
2ª tappa Grand Prix de la Republique
Classifica generale Grand Prix de la Republique
2ª tappa Ventoux-Méditerranée
3ª tappa Ventoux-Méditerranée
2ª tappa Monaco-Parigi
- 1947

2ª tappa Tour de France
9ª tappa Tour de France
- 1948

Grand Prix de Cannes

### Altri successi
- 1933

Criterium di Grasse
- 1934

Classifica scalatori Tour de France

## Piazzamenti

### Grandi Giri
- Tour de France

1934: 5º
1935: 8º
1936: ritirato
1938: ritirato
1939: 2º
1947: 5º
1948: 17º
1949: 28º
- Giro d'Italia

1933: 22º
- Vuelta a España

1942: 14º

### Classiche monumento
- Milano-Sanremo

1933: 13º
1951: 75º
- Parigi-Roubaix

1935: 4º
1948: 32º
- Liegi-Bastogne-Liegi

1936: 36º
- Giro di Lombardia

1934: 5º